# Hut Point
La península de Hut Point és una massa llarga de terra, estreta que va des d'uns 4,8 km. d'ampla fins a 24 km, l'amplada majoritària, allargant-se cap al sud-oest des dels pendents del Mont Erebus a l'Illa de Ross.
L'Expedició Discovery (1901-04) dirigida per Robert Falcon Scott va construir la seva base (la Discovery hut, hut significa cabana en anglès) sobre Hut Point, un petit enclavament a 1,6 km. cap al nord-est del cap Armitage, a l'extrem sud de la península. Els membres de l'Expedició Terra Nova (1910-1913) de Scott, varen hivernar al cap Evans i sovint varen fer servir la cabana durant els seus viatges, són els que varen posar-li nom a aquest indret.
L'Estació Mcmurdo (EUA) i la Base Scott (NZ) són dues estacions de recerca antàrtica situades a la península de Hut Point.
Alguns elements de Hut Point, incloent-hi la creu commemorativa per a George T. Vince i la cabana de provisions per a l'Expedició Discovery, estan sota la protecció del Tractat Antàrtic.